# Matteo Nannini
Matteo Nannini (Faença, 10 de julho de 2003) é um automobilista italiano.

## Carreira

### Fórmula 3
Em 3 de fevereiro de 2020, foi anunciado que Nannini havia sido contratado pela equipe Jenzer Motorsport para a disputa da temporada de 2020 do Campeonato de Fórmula 3 da FIA. Para a disputa da temporada de 2021, ele se transferiu para a HWA Racelab.

### Fórmula 2
Em 22 de janeiro de 2021, foi anunciado que Nannini, além do Campeonato de Fórmula 3 da FIA, também disputaria o campeonato de Fórmula 2 pela equipe HWA Racelab, em parceria com Alessio Deledda. Porém, após disputar a primeira rodada do campeonato, em maio de 2021, Nannini anunciou que se concentraria exclusivamente no campeonato de Fórmula 3 depois que seu patrocinador havia encerrado o apoio a sua campanha na Fórmula 2. O piloto da Academia da Williams, Jack Aitken, foi confirmado para substituir Nannini nas rodadas de Mônaco e Bacu. Após ficar de fora da rodada de Mônaco, Nannini retornou a disputa da Fórmula 2 a partir da etapa de Bacu, dessa vez, pela equipe Campos Racing substituindo Gianluca Petecof. Porém, no início de setembro, foi anunciado que David Beckmann substituiria Nannini a partir da rodada seguinte em Monza.